# Эмсхавен
Эмсхавен (иногда: Эмсхафен; Eemshaven нидерландское произношение: [eːmsˈɦaːvə(n)] ; англ. Ems Harbor) — морской порт в провинции Гронинген на севере Нидерландов. В 1968 году голландское правительство объявило устье реки Эмс (Эмсмонд) ключевым экономическим регионом. Одним из ключевых событий в регионе стало строительство морского порта Эмсхавен. Порт был официально открыт королевой Юлианой в 1973 году. Промышленность и судоходство на этом месте развивались медленно.
В 2013 году паромное сообщение соединяется с немецким островом Боркум. Паромное сообщение с Росайтом, Шотландия, должно было начаться в конце октября 2019 года. От этого плана официально отказались в 2020 году.
На площадке работает ряд электростанций. И Electrabel, и NUON эксплуатируют там газовую электростанцию, в то время как RWE Innogy управляет ветряной электростанцией на этой территории. RWE эксплуатирует угольную электростанцию.
Стационарная инверторная станция HVDC NorNed находится в Эмсхавене. Здесь также планируется построить ещё одну конечную точку линии электропередачи COBRAcable HVDC до Эсбьерга, Дания.
Эмсхавен — точка выхода на берег высокоскоростного трансатлантического оптоволоконного кабеля, соединяющего США и Европу. 23 сентября 2014 года Google объявила, что планирует потратить 773 миллиона долларов на строительство центра обработки данных.
Начиная с апреля 2022 года, основанная в 2020 году круизная паромная компания Holland Norway Lines будет управлять одним судном, MS Romantika, на маршруте между Кристиансандом. Фрахт судна был объявлен 1 ноября 2021 года и рассчитан на последние три года с двумя продлениями на один год.

## Галерея

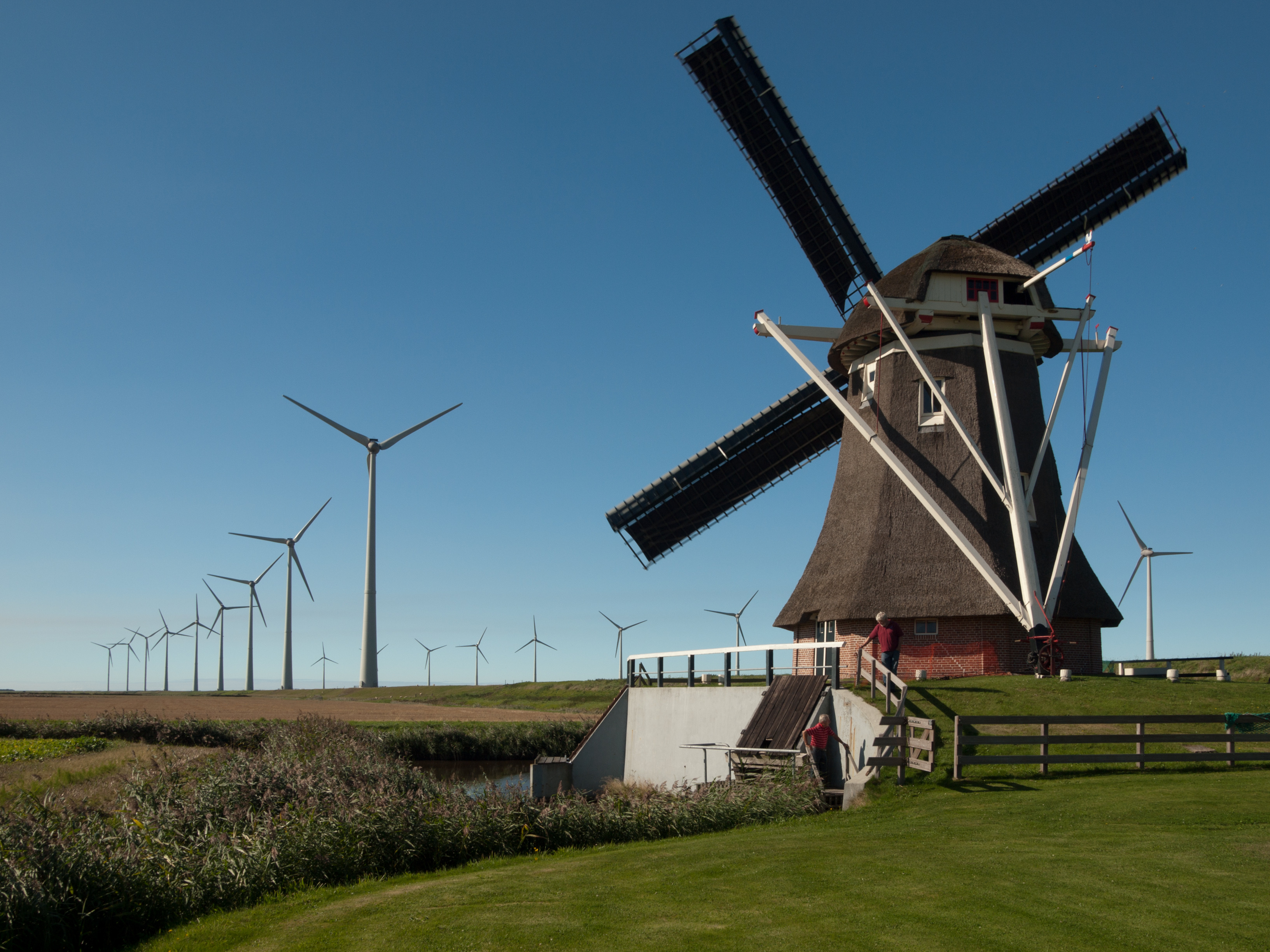
Мельница Goliath перед ветряной электростанцией Growind
- Открытие (1973 год), кинохроника